# Vojtěch Mašek (zahradník)
Vojtěch Mašek (23. dubna 1829 Dolní Lukavice – 14. listopadu 1902 Turnov) byl český zahradník.

## Život
Po vyučení zahradníkem pracoval v Schönbrunnu, Veltrusech a od roku 1855 na Sychrově, kde působil čtyřicet let a dosáhl pozice ředitele zahrad. S jeho jménem je spojována největší sláva sychrovského parku, nicméně po smrti majitele zámku Kamila Rohana poklesl zájem o park, proto se Mašek zabýval svým zahradnickým závodem v Turnově (Maškova zahrada), který byl v provozu od roku 1873 pod jménem Korselt, od roku 1895 byl Mašek jediným vlastníkem. V podniku pokračoval syn MUDr. Karel Mašek.